# Роберти, Лида
Ли́да Робе́рти (англ. Lyda Roberti), урождённая — Печжа́к (пол. Pecjak; 20 мая 1906, Варшава, Российская империя — 12 марта 1938, Глендейл, Калифорния, США) — американская актриса

 и певица

.

## Ранние годы
Лида Роберти родилась 20 мая 1906 года в Варшаве, тогда входившей в состав Российской империи, и была дочерью немца (по фамилии Печжак), профессионального клоуна, и польки. В детстве она выступала в цирке в качестве артиста трапеции и была певицей водевиля.
Во время поездки её семьи по Европе и Азии, мать Роберти бросила своего мужа. Чтобы избежать потрясений в России после коммунистической революции 1917 года, они обосновались в Шанхае, Китай, где Роберти зарабатывала деньги пением. У неё был старший брат Роберт (1905—1996), также родившийся в Польше. Их младшая сестра, родившаяся в Киеве, Мэри Печжак, недолго была актрисой, известной как Маня Роберти (1908—1983); позже она, уже известная как миссис Луи Шнайдер, ушла из шоу-бизнеса.

## Карьера
Появившись в водевиле, Роберти дебютировала на Бродвее в мюзикле «Ты сказал это» в 1931 году, и её успех стал сенсацией. Во время выхода шоу, её прозвали «польская блондинка на Бродвее». Историк Эдвард Яблонски обнаружил, что «большая часть её обращения к аудитории в то время было связано с её польским акцентом», и привёл примеры, когда её произношение определённых согласных «разбудит аудиторию в порыве смеха». Она также появилась в недолговечном мюзикле Гершвина «Простите за мой английский» в 1933 году. Она переехала в Голливуд и в течение 1930-х сыграла в ряде фильмов. Её сексуальные, но игривые характеристики, а также акцент, который она приобрела за годы работы в Европе и Азии, сделали её популярной среди зрителей.
Она сыграла в комедии Эдварда Ф. Клайна «Ножки за миллион долларов» роль Маты Махри (аллюзия на Мату Хари) — женщины, которой никто не может противостоять, нанятой для подрыва усилий президента Клопстокии (которого сыграл У. К. Филдс) найти деньги для своей нищей страны. Её план состоит в том, чтобы соблазнить спортсменов, которых Клопстокия отправляет на Олимпийские игры, и тем самым помешать им выиграть медали. Основные моменты фильма включают парное исполнение Маты Махри «Когда я становлюсь горячей в Клопстокии», и танец, который она исполняет, чтобы вдохновить противника Филдса в соревновании по тяжёлой атлетике.
В фильме «Роберта» Джинджер Роджерс сыграла роль, которую Роберти первоначально сыграла на Бродвее. Роберти заменила Телму Тодд в нескольких фильмах после её смерти, но собственное здоровье Роберти ухудшалось из-за болезни сердца. Она стала работать реже, хотя за два дня до своей смерти она выступила с радиопостановкой с Элом Джолсоном.

## Личная жизнь
Первым мужем Роберти был Р. А. Голден.
25 июня 1935 года Роберти вышла замуж за лёгчика Бада Эрнста в Юме, штат Аризона.

## Смерть
По словам её подруги и коллеги Пэтси Келли, Роберти скоропостижно скончалась 12 марта 1938 года в возрасте 31 года от сердечного приступа, согнувшись, чтобы завязать шнурок. В интервью Леонарду Малтину для Film Fan Monthly Келли сказала: «Будучи ребёнком, её отец был в цирке, и он бросал её без седла, и мы никогда не знали, что это повлияло на её сердце, и однажды ... бум! ».. На момент смерти она была замужем за Эрнстом. Она похоронена в мемориальном парке Форест-Лаун в Глендейле, штат Калифорния.

## Записи
Роберти добилась успеха как комик, а также была популярен как певица на радио. Она сделала несколько известных записей, в том числе:
- «Sweet and Hot» (TCL-1461) 3-10-31 - (частная неопубликованная запись Брансуика)
- «Ha Ha Ho!» (TCL-1462) 3-10-31 - (Брунсвик, частная невыпущенная запись)
- «My Cousin in Milwaukee» 26.01.33 (радиопередача)
- «Take a Number from One to Ten» (LA-227) 10-5-34 (Columbia 2967-D)
- «College Rhythm» (LA-228) 10-5-34 (Колумбия 2967-D)

## Избранная фильмография
| Год  |   | Русское название                 | Оригинальное название        | Роль |
| ---- | - | -------------------------------- | ---------------------------- | ---- |
| 1935 | ф | Скандалы Джорджа Уайта 1935 года | George White's 1935 Scandals | Маня |